# Dansk skrædderforbunds jubilæumsfilm
Dansk skrædderforbunds jubilæumsfilm er en dansk dokumentarfilm fra 1937.

## Handling
Denne artikel mangler et handlingsreferat. Hjælp os med at skrive det.